# Memecylon polyanthemos
Memecylon polyanthemos är en tvåhjärtbladig växtart som beskrevs av Joseph Dalton Hooker. Memecylon polyanthemos ingår i släktet Memecylon och familjen Melastomataceae. Inga underarter finns listade i Catalogue of Life.